# Libellulosoma minuta
Libellulosoma minuta é uma espécie de libelinha da família Corduliidae.
É endémica de Madagáscar.